# Vinzent von Lupinski
Vinzent Louis Kajetan von Lupinski (* 6. April 1786 auf Lipnicki-Lipnitz, Kreis Schwedt; † 15. Mai 1862 in Guhrau) war ein preußischer Generalleutnant und Ehrenbürger von Gleiwitz.

## Leben

### Herkunft
Vinzent war ein Sohn des Herrn auf Lipnicki, Vinzent von Lupinski und dessen Ehefrau Leontine, geborene Gräfin von Szuminska.

### Militärkarriere
Nach seiner Erziehung im elterlichen Hause und im Missionarskloster Tyloczin in Polen schloss sich Lupinski am 6. April 1801 dem Husarenregiment „von Günther“ als Volontär ohne Gehalt an. Am 6. April 1802 wurde er vereidigt und stieg bis Anfang Oktober 1805 zum Kornett auf. Während des Vierten Koalitionskrieges kämpfte er in der Preußisch Eylau, Heilsberg, Labiau, Bieczun, Uderwangen sowie Königsberg und avancierte Mitte Februar 1807 zum Sekondeleutnant.
Nach dem Frieden von Tilsit wurde Lupinski am 20. Januar 1808 mit Patent vom 11. August 1805 in das Schlesische Ulanen-Regiment Nr. 2 und am 10. Juli 1809 mit Patent vom 12. Januar 1806 in das Brandenburgische Ulanen-Regiment Nr. 3 versetzt. 1812 kam er mit seinem Verband zur Grande Armée, die bei Napoleons Russlandfeldzug gegen Moskau zog. Er kämpfte in den Gefechten bei Swenziany (15. Juli 1812), Szerokopol, Lesnercerkenin und Rudnia (8. August 1812). Er wurde in der Schlacht bei Smolensk verwundet, kämpfte aber wieder bei Borodino und an der Beresina. Nach der letzteren Schlacht kam er verwundet nach Moskau, wo er das Kreuz der Ehrenlegion erhielt. Er hatte Glück und kehrte nach Preußen zurück.
Am 13. März 1813 wurde er Premierleutnant und Führer des Jägerdetachements im Brandenburgischen Ulanen-Regiment. Für den Feldzug von 1812 erhielt er am 14. Juni 1813 den Orden Pour le Mérite. Während der Befreiungskriege kämpft er an der Katzbach, bei Laon und Paris. Ferner auch bei den Gefechten bei Lauterseiffen, Goldberg, Löwenberg, Bunzlau, Bischofswerda, Reichenbach, St. Dizier, Chateau-Thierry, Sezannes, St. Jean, Meaux, Fleury, Crepy, und Nanteuil. Als Stabsrittmeister im Gefecht bei Issy (12. Juli 1815) verwundet, kam er nach Paris und wurde im Haus des Marschalls Lefebvre von dessen Frau Madame San Gene gepflegt. Er erwarb sich bei Leipzig das Eiserne Kreuz II. Klasse und bei Ligny das Kreuz I. Klasse sowie für Belle Alliance den Orden des Heiligen Wladimir IV. Klasse.
Nach dem Krieg stieg Lupinski Ende Juli 1815 zum Rittmeister und Eskadronchef auf. Mitte Februar 1817 war er Führer der polnischen Garde-Landwehr-Eskadron und rückte Ende März 1817 zum Rittmeister I. Klasse auf. Am 14. April 1819 erfolgte seine Versetzung in das 1. Garde-Landwehr-Kavallerie-Regiment. Am 20. März 1824 wurde er zum Major mit Patent vom 9. April 1824 befördert und kam als Kommandeur zum Gnesener Landwehr-Bataillon des 37. Infanterie-Regiments. Ende September 1835 erhielt er den Sankt-Stanislaus-Orden III. Klasse und am 30. März 1836 beauftragte man ihn mit der Führung des 2. Ulanen-Regiments. Am 17. Januar 1837 wurde Lupinski zum Regimentskommandeur ernannt und avancierte bis 30. März 1839 mit Patent vom 15. April 1837 zum Oberst.
Am 15. Mai 1845 wurde er zum Generalmajor befördert und als Kommandant nach Cosel versetzt. Anlässlich seines 50-jährigen Dienstjubiläums erhielt er am 15. Mai 1852 den Stern zum Roten Adlerorden II. Klasse mit Eichenlaub. Unter Verleihung des Charakters als Generalleutnant nahm er am 15. Mai 1856 seinen Abschied mit einer Pension von 2100 Talern. Im Jahr darauf zog er nach Guhrau in Schlesien und wurde am 15. Dezember 1857 mit seiner Uniform zur Disposition gestellt. Er starb am 15. Mai 1862 in Guhrau.

### Familie
Er heiratete am 6. April 1815 in Sulau Emilie Therese Neugebauer (1795–1857), die nach ihrem Tod in Guhrau auf dem Bleicher Kirchhof beigesetzt wurde. Das Paar hatte mehrere Kinder:
- Valentin Heinrich Sylvius (1816–1884) auf Nakel, Leutnant im 2. Husaren-Regiment
- Leontine (1818–1882)
- Vincent Emil Moritz (1821–1866), preußischer Major, gefallen bei Uettingen im Füsilier-Regiment Nr. 36
- Alfred Karl Hugo (1823–1855), preußischer Premierleutnant im Garde-Schützen-Bataillon[1]
- Franziska Therese (* 1824) ⚭ N.N. von Mattesdorf († 1894)
- Emma Julie Pauline (1826–1828)
- Alexandrine (1827–1898) ⚭ Hugo von Below (1824–1905), preußischer Generalleutnant[2]
- Wanda Emilie Olga (* 1832)